# Szczekarzewo
Szczekarzewo – wieś w Polsce położona w województwie kujawsko-pomorskim, w powiecie lipnowskim, w gminie Skępe, nad wschodnią częścią jeziora Łąkie.

## Podział administracyjny
W latach 1975–1998 miejscowość administracyjnie należała do województwa włocławskiego.

## Demografia
Według Narodowego Spisu Powszechnego (III 2011 r.) wieś liczyła 31 mieszkańców. Jest najmniejszą miejscowością gminy Skępe.